# Fugangji
Fugangji (kinesiska: 浮岗集镇, 浮岗集) är en köping i Kina. Den ligger i provinsen Shandong, i den östra delen av landet, omkring 240 kilometer sydväst om provinshuvudstaden Jinan.
Genomsnittlig årsnederbörd är 796 millimeter. Den regnigaste månaden är juli, med i genomsnitt 190 mm nederbörd, och den torraste är januari, med 7 mm nederbörd.